# Chuỗi Markarian
Chuỗi Markarian là tên của một chuỗi các thiên hà tạo thành một phần của cụm Xử Nữ. Khi nhìn từ trái đất, ta thấy nó là một đường cong liên tục, không đứt khúc. Nhà thiên văn học người Pháp Charles Messier là người đầu tiên phát hiện ra có hai thiên hà nằm trong chuỗi này vào năm 1781, đó là thiên hà hình hạt đậu hoặc thiên hà elip Messier 84 và Messier 86. Các thiên hà còn lại thì được nhà thiên văn học người Anh gốc Đức William Herschel phát hiện. Các thiên hà này được biết đến chủ yếu là qua danh sách thiên thể NGC của nhà thiên văn học người Đan Mạch John Louis Emil Dreyer, xuất bản năm 1888. Chuỗi này được đặt theo tên của một nhà vật lí thiên văn người Armenia Benjamin Markarian, người đã phát hiện ra chuyển động chung của chúng vào khoảng đầu những năm 1960. Các thiên hà thành viên của nó bao gồm 8 thiên hà M84 (NGC 4374), M86 (NGC 4406), NGC 4477, NGC 4473, NGC 4461, NGC 4458, NGC 4438 và NGC 4435. Nó nằm ở xích kinh 12h 27m và ở độ nghiêng +13° 10′.
Các thiên hà thành viên của chuỗi này nếu nó có độ sáng cao, ta có thể nhìn thấy nó thông qua một kính viễn vọng nhỏ. Còn với những thiên hà ít sáng hơn thì phải nhìn bằng kính viễn vọng có kích thước lớn hơn.
Có ít nhất bảy thiên hà trong chuỗi di chuyển dường như mạch lạc, mặc dù các thiên hà khác dường như bị chồng lên một cách tình cờ. Sáu trong số các thiên hà đó có thể được đánh dấu bởi các thiên hà, trong khi hai thiên hà còn lại là một cặp thiên hà.